# Uiarînți, Tîvriv
Uiarînți (în ucraineană Уяринці) este o comună în raionul Tîvriv, regiunea Vinnița, Ucraina, formată numai din satul de reședință.

## Demografie
Componența lingvistică a satului Uiarînți
     Ucraineană (97,61%)
     Rusă (2,21%)
     Alte limbi (0,18%)
Conform recensământului din 2001, majoritatea populației satului Uiarînți era vorbitoare de ucraineană (97,61%), existând în minoritate și vorbitori de rusă (2,21%).